# Ekspektorant
Ekspektoránt (tudi ekspektoráns) (iz latinščine ex = »iz« in pectus = »prsni koš«) je zdravilo ali učinkovina, ki olajša izkašljevanje.

## Delitev
- Neposredni (direktni) ekspektoranti se po absorpciji izločajo preko žlez tudi v dihalne poti. Mednje sodijo nekatere soli, na primer kalijev jodid in amonijev klorid. Zaradi izločanja soli iz žlez se izloči tudi več vode, kar zmanjša viskoznost sluzi. Iz uporabe so jih izpodrinile sodobnejše učinkovine.[3]
- Posredni (indirektni) ekspektoranti povečujejo izločanje sluzi posredno, preko draženja senzoričnih receptorjev vagusnega živca v želodcu. S tem sprožijo parasimpatične reflekse, ki povzročijo izločanje manj viskozne sluzi iz žlez v dihalih poteh. Mednje sodijo na primer korenina ipekakuanje in nekatere saponinske droge (korenina jegliča, korenina navadne milnice ...)